# Villada
Villada est une commune d'Espagne de la province de Palencia dans la communauté autonome de Castille-et-León. Elle fait partie de la comarque naturelle de Tierra de Campos. C'est aussi le nom du chef-lieu de la commune.
Le territoire de la commune est traversé par une variante du Camino francés du Pèlerinage de Saint-Jacques-de-Compostelle, qui passe par son chef-lieu.

## Géographie
La commune regroupe les localités suivantes :
- Pozuelos del Rey,
- Villada, le chef-lieu,
- Villelga,
- Villemar.

## Démographie
| 1900  | 1910  | 1920  | 1930  | 1940  | 1950  | 1960  | 1970  | 1981  | 1991  |
| 2 695 | 2 623 | 2 244 | 2 340 | 2 240 | 2 174 | 1 913 | 1 464 | 1 516 | 1 453 |

## Culture et patrimoine

### Pèlerinage de Compostelle
Sur le Camino francés du Pèlerinage de Saint-Jacques-de-Compostelle, on vient de Pozo de Urama, par une variante sud au départ de Carrión de los Condes.
La prochaine halte est Pozuelos de Rey, en continuant sur la variante sud.

### Patrimoine religieux
- Église San Fructuoso (Iglesia de San Fructuoso) : église du XVIIIe siècle, monument historique depuis 1983, réhabilitée par la paroisse Juan Cruz Sanzo Olaso.
- Église Santa María (Iglesia de Santa María) : église du XIXe siècle.
- Chapelle de la Virgen del Río (Ermita de la Virgen del Río).
- Chapelle del Cristo (Ermita del Cristo).

## Personnalités liées à la commune
- Carlos Casado del Alisal, fondateur de la ville de Casilda en Argentine, ainsi que de la banque de Santa Fe et du chemin de fer à l'ouest de cette même ville;
- José Casado del Alisal, peintre et frère du précédent;
- Eduardo de Guzmán (1908-1991), journaliste et écrivain républicain espagnol, déporté par les nationalistes à la fin de la Guerre d'Espagne, né à Villada[1].

### Sources et bibliographie
- (es) Cet article est partiellement ou en totalité issu de l’article de Wikipédia en espagnol intitulé « Villada » (voir la liste des auteurs).
- Grégoire, J.-Y. & Laborde-Balen, L. , « Le Chemin de Saint-Jacques en Espagne - De Saint-Jean-Pied-de-Port à Compostelle - Guide pratique du pèlerin », Rando Éditions, mars 2006,  (ISBN 2-84182-224-9)
- « Camino de Santiago St-Jean-Pied-de-Port - Santiago de Compostela », Michelin et Cie, Manufacture Française des Pneumatiques Michelin, Paris, 2009,  (ISBN 978-2-06-714805-5)
- « Le Chemin de Saint-Jacques Carte Routière », Junta de Castilla y León, Editorial Everest